# Poratia obliterata
Poratia obliterata är en mångfotingart som först beskrevs av Kraus 1960.  Poratia obliterata ingår i släktet Poratia och familjen fingerdubbelfotingar. Inga underarter finns listade i Catalogue of Life.